# Буток Володимир Георгійович
Буток Володимир Георгійович (14 жовтня 1925 — 31 грудня 1970) — радянський військовик, в роки Другої світової війни — навідник міномета 641-го стрілкового полку 165-ї стілецької дивізії 70-ї армії 2-го Білоруського фронту, рядовий, повний кавалер ордена Слави.

## Життєпис
Народився в селі Батурині, нині Ніжинського району Чернігівської області. Українець. Здобув початкову освіту. 
Призваний до лав РСЧА у липні 1943 року. Воював на 1-му та 2-му Білоруських фронтах. Був розвідником мінометної роти, а потім - навідником міномета 641-го стрілецького полку. Брав участь у визволенні Лівобережної України і Білорусі, в Люблін-Брестській, Варшавсько-Познаньській, Східно-Померанській і Берлінській операціях.
В боях 10—15 вересня 1944 року в районі населеного пункту Слупно розвідник минометної роти В. Г. Буток виявив 7 кулеметних точок і зенітку противника, які були потім знищені мінометным вогнем. В наступних боях з особистої зброї ліквідував 5 противників, полонив двох ворожих солдатів і офіцера.
14 жовтня 1944 р. нагороджений орденом Слави 3-го ступеня.
26—29 січня 1945 року навідник міномета В. Г. Буток в складі розрахунку східніше населеного пункта Расмусхаузен вивів з ладу міномет і два кулемети, знищив до 10 солдатів противника. В нічному бою 2 лютого 1945 р. в 22 км на північний схід міста Бидгощ із міномета подавив кулемет, знищив  взвод піхоти противника.
28 лютого 1945 р. нагороджений орденом Слави 2-го ступеня.
20 квітня 1945 р. при прориві оборони противника і форсуванні річки Одер в 10 км на південний захід від міста Штеттін навідник міномета В. Г. Буток подавив 8 вогневых точок и влучив кількох противників. Відбиваючи ворожіе контратаки на лівому березі річки Одер, винищив чимало солдатів і офіцерів противника.
За мужність і героїзм, виявлені в боях, Указом Президіуму Верховної Ради СРСР від 29 червня 1945 р. рядовий Буток Володимир Георгійович нагороджений орденом Слави 1-го ступеня.
У 1945 р. В. Г. Буток демобілізувався. Повернувся на батьківщину.
У 1953 р. закінчив Київський ветеринарний інститут. Працював головним ветлікарем в селі Піски Чернігівської області.
Помер 31 грудня 1970 року. 

## Нагороди
- Двічі орден Червоної Зірки.
- 14 жовтня 1944 року нагороджений орденом Слави 3-го ступеня (№ 222921).
- 28 лютого 1945 року нагороджений орденом Слави 2-го ступеня (№ 13919).
- 29 червня 1945 року нагороджений орденом Слави 1-го ступеня (№ 1525).
- Медалі.